# Herbert Brownell Junior
Pour les articles homonymes, voir Brownell.
Herbert Brownell Junior, né le 20 février 1904 à Peru (Nebraska) et mort le 1er mai 1996 à New York, est un juriste et homme politique américain. Membre du Parti républicain, il est président du Comité national républicain entre 1944 et 1946 puis procureur général des États-Unis entre 1953 et 1957 dans l'administration du président Dwight D. Eisenhower, connu pour avoir joué un rôle décisif pour l'adoption du Civil Rights Act de 1957,,,.

## Ouvrage
- (en) Herbert Brownell Junior et John P. Burke (postface John Chancellor), Advising Ike : The Memoirs of Attorney General Herbert Brownell, University Press of Kansas, 30 juin 1993, 416 p. (ISBN 978-0-7006-0590-3, OCLC 26974714)